# Signy-Montlibert

Signy-Montlibert este o comună în departamentul Ardennes din nordul Franței. În 1 ianuarie 2022 avea o populație de 93 de locuitori.